# Māori All Blacks
Māori All Blacks (in maori Ōpango Māori) è la selezione neozelandese di rugby a 15 composta da giocatori di etnìa totalmente, o in parte, maori.
Gestita da New Zealand Rugby, origina dalla selezione dei Natives  che viaggiò per il mondo in un famoso tour nel 1888-89.
Adotta una maglia nera, simile a quella degli All Blacks.
Prima di ogni partita, dal 2001, i giocatori eseguono una danza, l'Haka Timatanga, differente da quella eseguita dagli All Blacks, .
Per alcuni anni, alla normale attività (tournée ed incontri con squadre in visita della Nuova Zelanda) ha affiancato la partecipazione alla Churchill Cup. Nel 2008 prese il posto degli Junior All Blacks nella Pacific Nations Cup.

## I Tour (principali)
- 1888-89: Australia, Europa e Nuova Zelanda(*),
- 1910: in Australia
- 1913: in Australia
- 1922: in Australia
- 1923: in Australia
- 1926: in Australia
- 1926-27: in Europa e Nord America,
- 1935: in Australia
- 1938: Isole Figi
- 1948: Isole Figi
- 1949: in Australia
- 1954: Isole Figi
- 1958: in Australia
- 1960: Tonga e Samoa
- 1973: Tonga e Figi
- 1979: Figi
- 1982: Tonga e Samoa
- 1982: in Europa
- 1988: in Europa
- 1992: Tonga, Figi e Isole Cook
- 1998: in Europa
- 1999: Figi
- 2003: in Canada

(*) La denominazione della squadra, che comprendeva anche 4 "bianchi" su 26 giocatori, era "New Zeeland Natives".

## Palmarès
- 2 Churchill Cup (2004 e 2006)